# Idris Dawud
Idris Dawud Alvarado (San Diego, 19 ottobre 1991) è un cestista statunitense con cittadinanza messicana.

## Carriera
Con il Messico ha disputato i Campionati americani del 2017.